# Corybas diemenicus
Corybas diemenicus är en orkidéart som först beskrevs av John Lindley, och fick sitt nu gällande namn av Herman Montague Rucker Rupp. Corybas diemenicus ingår i släktet Corybas, och familjen orkidéer. Inga underarter finns listade i Catalogue of Life.